# Карлос Окендо
Карлос Окендо Забала (шп. Carlos Oquendo Zabala; Медељин, 16. новембар 1987) је колумбијска спортиста, освајач бронзане медање у BMX бициклизму на Олимпијским играма 2012. у Лондону. На Јужноамеричким игама 2014. освојио је златну медаљу. 